# ترک جفت

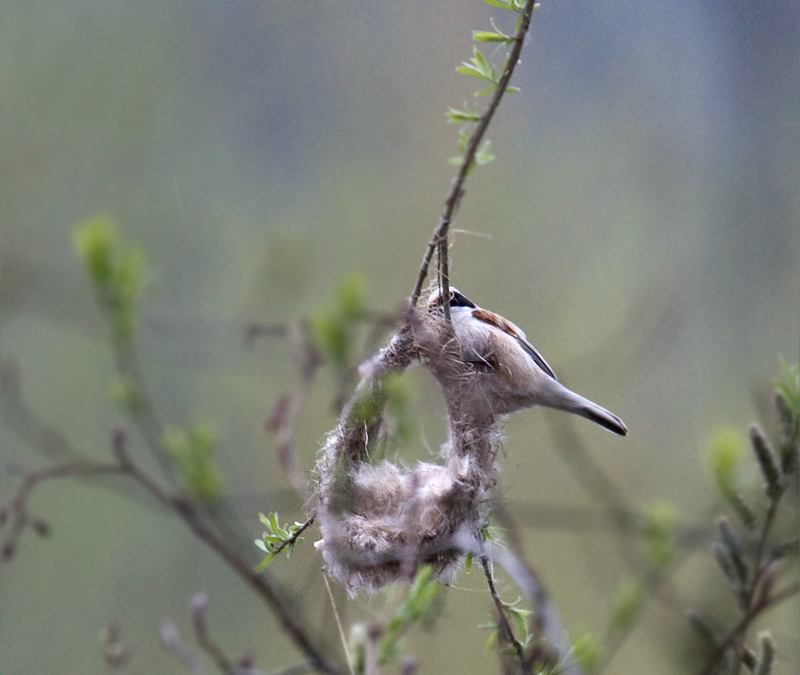
لانه استادانه یک چرخ‌ریسک بلوطی

ترک جفت (به انگلیسی: Mate desertion) زمانی رخ می‌دهد که یک یا هر دو والدین فرزندان کنونی خود را رها می‌کنند و در نتیجه مراقبت از والدین را کاهش می‌دهند یا متوقف می‌کنند. اغلب، با فرار از خانه، والدین تلاش می‌کنند تا فرصت‌های پرورش را با جستجوی همسر دیگری افزایش دهند. این شکل از رفتار راهبرد جفت‌گیری در حشرات، پرندگان و پستانداران به نمایش گذاشته شده‌است. به‌طور معمول، نرها بیشتر احتمال دارد که ترک کنند، اما دیده شده‌است که هم نرها و هم ماده‌ها ترک جفت را انجام می‌دهند.
در چرخ‌ریسک بلوطی اوراسیایی (Remiz pendulinus)، مراقبت تک‌والدینی غالب است و هر دو جنس توانایی ترک در طول دوره تخم‌گذاری را دارند. به‌طور معمول، ماده‌ها ۵۰ تا ۷۰ درصد از مواقع مراقبت می‌کنند، نرها در ۵ تا ۲۰ درصد تز موارد مراقبت می‌کنند، و والدین هر دو ۳۰ تا ۴۰ درصد مواقع ترک می‌کنند و فرزندان را به مرگ محکوم می‌کنند. در این سیستم، نرها لانه‌های پیچیده‌ای می‌سازند و معمولاً زمانی که این لانه‌ها از تخم‌های ماده پر شد، آن را رها می‌کنند.